# Ugglor i mossen (bok av Ester Ringnér-Lundgren)
Ugglor i mossen av Ester Ringnér-Lundgren (under pseudonymen Kaj Ringnér) är en bok utgiven på B. Wahlströms bokförlag, som en del av B. Wahlströms ungdomsböcker, 1958. Boken handlar om ett mysterium som två pojkar i tolvårsåldern börjar undersöka.